# Kangaroo (jogo eletrônico)
Kangaroo possuía, sobretudo, belos efeitos sonoros para os padrões da época, e um bom nível de desafio, além de uma tela de abertura com o nome do jogo e o fabricante - algo não muito comum num jogo de vídeo game daquela geração. 
O jogador controlava um pequeno canguru, e devia guia-lo de modo que pudesse encontrar a mamãe canguru, que ficava sempre no alto da tela esperando por ele. No caminho havia muitos obstáculos como macaquinhos que atiravam pedras e escadas traiçoeiras. Kangaroo foi lançado pela Atari em 1983 para ser rodado no console Atari 2600. Antes, a Atari já havia lançado a versão para fliperama de Kangaroo,que é bem parecida com a versão caseira para Atari.